# Monopeltis kabindae
Monopeltis kabindae — вид плазунів з родини амфісбенових (Amphisbaenidae). Мешкає в Центральній Африці.

## Поширення і екологія
Monopeltis kabindae відомі з двох місцевостей, одна з яких розташована в центрі Демократичній Республіці Конго, а друга — в Центральноафриканській Республіці. Вони живуть у вологих саванах та вологих тропічних лісах.